# Melissa Farley (Psychologin)
Melissa Farley (geboren 1942) ist eine amerikanische klinische Psychologin, Wissenschaftlerin und Aktivistin gegen Prostitution und Pornographie. Farley ist am weitesten bekannt für ihre Forschung über die Folgen von Prostitution, Menschenhandel und sexueller Gewalt. Sie ist die Gründerin und Leiterin der Organisation Prostitution Research and Education.

## Karriere
Farley war in der Beratung von der Regierung, Gesundheitsorganisationen und Organisationen gegen Menschenhandel tätig, darunter für die Vereinten Nationen und das US-Außenministerium. Sie ist ein Mitglied der Fakultät für das Center for World Indigenous Studies. Sie betreibt Forschung und unterrichtet auf dem Gebiet der sozialen Veränderung in Yelapa, Mexiko. Farley hat über 49 Veröffentlichungen im Bereich von Gewalt gegen Frauen, Prostitution, Pornographie und Menschenhandel. Ihre Forschung wurde von Regierungen in Südafrika, Kanada, Frankreich, Neuseeland, Ghana, Schweden, Großbritannien und den Vereinigten Staaten genutzt, um Gesetzgebung zum Bereich Prostitution und gegen Menschenhandel zu entwickeln.

### Forschung

#### Frauen in der Prostitution
Seit 1993 hat Farley Prostitution und Menschenhandel in 14 Ländern untersucht. Sie hat viele Studien geleitet, bei denen hohe Raten von Gewalt und posttraumatischen Belastungsstörungen bei Frauen in der Sexindustrie festgestellt wurden.
Im Jahre 2003 veröffentlichte sie zum Beispiel ein Paper zu Prostitution in neun Ländern (Kanada, Kolumbien, Deutschland, Mexiko, Südafrika, Thailand, der Türkei, den Vereinigten Staaten und Zambia). Darin wurden 854 Personen, die Prostituierte waren oder vor Kurzem aus der Prostitution ausgestiegen sind, befragt. Unter ihnen waren Straßenprostituierte sowie legale und illegale Bordellmitarbeiterinnen. Dabei berichteten 71 Prozent der Befragten, dass sie Opfer von Gewalt wurden während sie in der Prostitution arbeiteten. 63 Prozent sagten, dass sie vergewaltigt wurden. 68 Prozent erfüllten die Kriterien für eine posttraumatische Belastungsstörung (PTBS). 89 Prozent wollten aus der Prostitution aussteigen, aber hatten keine realistische Möglichkeit, dies zu schaffen.
Farley und ihre Mitautoren behaupten, dass sie mit ihren Resultaten Mythen über Prostitution widerlegt hätten. Zu diesen Mythen zählen sie die Behauptungen, dass Straßenprostitution die schlimmste Form der Prostitution sei, sowie dass männliche Prostitution anders sei als weibliche Prostitution. Ebenfalls betrachtet es Farley als Mythos, dass Prostitution qualitativ anders ist als Menschenhandel und dass die Legalisierung von Prostitution Schaden reduzieren würde.
1998 veröffentlichte Farley zusammen mit Howard Barkan eine Studie zu Prostituierten in San Francisco. Dabei berichteten 57 % dieser, dass sie in der Kindheit sexuell missbraucht worden waren. 49 % berichteten, dass sie in der Kindheit geschlagen wurden. In ihrer Zeit als Prostituierte waren 68 % vergewaltigt worden, 82 % waren Opfer einer Gewalttat geworden und 83 % wurden mit einer Waffe bedroht. Je mehr Gewalt die Befragten erfahren hatten, desto höher war die Wahrscheinlichkeit und Schwere einer posttraumatischen Belastungsstörung (PTBS). 84 % der Befragten gaben an, über eine Zeit obdachlos gewesen zu sein.
Im September 2007 veröffentlichte Farley ein Buch zu Prostitution und Menschenhandel in Nevada. Sie schrieb, dass, obwohl es in Nevada legale Bordelle gibt, 90 % der Prostitution illegal betrieben wird. Las Vegas war nach ihren Untersuchungen ein Hauptziel von Menschenhändlern. 81 % der Prostituierten, die in legalen Bordellen arbeiteten, wollten gerne die Sexindustrie verlassen, aber es war ihnen nicht möglich. Während der Studie wurde Farley nach ihrer Aussage von einem Bordellbesitzer mit einer Waffe bedroht.
Farley wurde dafür kritisiert, dass ihre Forschung größtenteils von Organisationen, die gegen Menschenhandel arbeiten, finanziert wird. Zum Beispiel wurde eines ihrer Projekte zu 30 % vom United States Department of State Office to Monitor and Combat Trafficking in Persons finanziert. Sie sagte dazu, dass ihre Methoden und Schlüsse bei der Forschung nicht dadurch beeinflusst werden würden.

#### Männer, die Sex kaufen
Farley war an mehreren Studien zu Männern, die Sex kaufen, beteiligt. In der ersten Studie (2008), welche Sexkäufer in Edinburgh und Chicago untersuchte, wurden 100 Männer befragt. Sie zeigten entmenschlichende Einstellungen gegenüber Prostituierten (und gegen Frauen generell). Viele dieser Männer beschrieben ihr Verhalten als eine Art Sucht. Ein großer Teil sagte, dass sie nicht mehr Sex kaufen würden, wenn die Gefahr bestünde, dass sie dafür öffentlich bloßgestellt werden würden. In einer ebenfalls von Farley durchgeführten Studie aus dem Jahr 2012 in Kambodscha wurden ähnliche Ergebnisse festgestellt. Andere Wissenschaftler konnten hingegen keine erhöhten misogynistischen Einstellungen oder gewalttätigen Neigungen bei Prostitutionskunden feststellen.
Als Reaktion auf die schottische Studie wurde dem schottischen Parlament ein Papier von etwa 15 Akademikern und Experten für Sexualgesundheit vorgelegt, in dem die Methoden und Schlussfolgerungen von Farleys Studie gerügt werden. Darin heißt es: „Diese Forschung verstößt gegen die grundlegenden Prinzipien der Ethik der Humanforschung, da es keinen Beweis für einen Nutzen für die untersuchte Bevölkerung gibt. Vielmehr scheint der Zweck der Studie darin zu bestehen, die Männer, die für die Befragung ausgewählt wurden, zu verteufeln“. Dem Papier zufolge war Farleys Arbeit voreingenommen, schlecht informiert und nicht hilfreich.

#### Weitere Forschungsbereiche
Farley hat mehrere Studien für das Kaiser Foundation Research Institut über die anhaltenden Folgen von sexuellem Missbrauch und Trauma für die Opfer durchgeführt. Dort wurden höhere Raten von Dissoziation und Somatisation in Patienten, die Opfer von sexuellem Missbrauch wurden. Dabei traten die Symptome auch häufiger auf, je mehr Täter die Opfer missbraucht hatten. Eine Studie zeigte, dass Opfer von sexuellem Missbrauch häufiger an posttraumatischen Belastungsstörungen (PTBS) litten, öfter Arztbesuche machen mussten und auch dass Personen mit verschwommenen Erinnerungen an Missbrauch häufiger als Personen, ohne Missbrauchserfahrungen an posttraumatische Belastungsstörungen (PTBS) litten.

### Prostitution Research and Education
Farley ist die Gründerin und Direktorin von Prostitution Research and Education, einer Organisation in San Francisco. Sie wird von Frauenzentren in San Francisco finanziert. Die Organisation forscht im Bereich der Prostitution, Pornographie und des Menschenhandels. Sie stellt auch Trainings und Beratung für Wissenschaftler, Aussteiger aus der Sexindustrie, Aktivisten und Politiker bereit. Das erklärte Ziel der Organisation ist es, „Prostitution abzuschaffen und für Alternativen dieser zu werben.“ Sie bietet ebenfalls Unterstützung und gesundheitliche Versorgung für Prostituierte an.

## Aktivismus
Farley setzt sich für die Abschaffung der Prostitution ein. Laut ihr sei die Prostituierte beim Sexkauf meistens extrem machtlos, daher würde es sich um einen inhärent traumatisierenden und ausbeuterischen Akt handeln. Sie setzt sich für das Nordische Modell für Prostitution ein, bei dem der Kauf von Sex, Zuhälterei und Menschenhandel illegal sind, aber der Verkauf von Sex dekriminalisiert wird. Sie ist der Meinung, dass vom Sozialsystem Hilfe für Prostituierte bereitgestellt werden sollte, damit diese aussteigen können.
Farley ist Anti-Pornographie-Aktivistin. Im Jahr 1985 leitete sie zusammen mit Nikki Craft eine nationale Kampagne gegen Penthouse. Dabei wurden Ausgaben von Penthouse und Hustler wegen gewalttätiger Pornographie denunziert und zerstört. Farley wurde 13 Mal wegen dieser Aktionen in neun Staaten festgenommen. Im März 2007 machte sie eine Aussage bei Anhörungen bezüglich des Kaufes des Zeughauses von San Francisco durch den Pornoproduzenten Kink.com. Dabei verglich sie die Veröffentlichungen von Kink.com mit dem Missbrauch von Strafgefangenen im Folterskandal von Abu Ghuraib. Farley ist gegen Sadomasochismus. In ihrem Essay „Zehn Lügen über Sadomasochismus“ beschreibt sie ihre Opposition zu BDSM-Praktiken und beschreibt diese als schädlich, missbräuchlich und frauenfeindlich.
Am 29. April 2009 war Farley eine der geladenen Diskutanten bei der Debatte im Radioprogramm Intelligence Squared U.S. mit dem Titel „It is wrong to pay for sex“ („Es ist falsch für Sex zu bezahlen“).

## Kritik
Farleys Prostitutionsstudien wurden von dem Soziologen Ronald Weitzer aufgrund von Problemen mit der Methodik kritisiert. Weitzer kritisierte die seiner Ansicht nach mangelnde Transparenz der Befragungen, die Art und Weise, wie die Antworten in statistische Daten umgewandelt wurden, die Voreingenommenheit bei der Auswahl der Stichproben zugunsten marginalisierter Sexarbeiterinnen wie Straßenprostituierte und die allgemeine Anwendung von Farleys Studien, um jede Art von Sexarbeit abzulehnen. Weitzer sagte auch, dass Farleys Arbeit stark von radikaler feministischer Ideologie beeinflusst sei. In einer Studie von Chudakov et al. aus dem Jahr 2002 wurde Farleys PTBS-Instrument verwendet, um die Rate von Posttraumatischer Belastungsstörung bei israelischen Sexarbeiterinnen zu messen. Von 55 Frauen, die sich zu einer Befragung bereit erklärten, erfüllten 17 Prozent die Kriterien für PTBS, während es bei Farley 68 Prozent waren.
Das „Englische Kollektiv von Prostituierten“, eine Kampagnengruppe, welche die Dekriminalisierung von Prostitution unterstützt, bezeichnete Farleys Behauptungen als „absurd und unsubstantiiert“. Die Organisation Doña Carmen veröffentlichte ein Dokument, in welchem die Studien Farleys stark kritisiert werden. Bemängelt wird insbesondere die Art und Weise, wie Farley PTBS diagnostiziert, sowie die Überrepräsentation von Straßen- und Beschaffungsprostitution in den Befragungen.
Am 11. Juni 2003 verlas die Labour-Abgeordnete für Wairarapa, Georgina Beyer, im neuseeländischen Repräsentantenhaus Teile eines Schreibens von Farleys wissenschaftlicher Mitarbeiterin Colleen Winn. In dem Brief erklärte Winn, dass Farley in Teilen der von ihm erstellten Berichte über Prostitution in Neuseeland Daten gefälscht und falsch dargestellt habe. Zu Winns Vorwürfen gehörte, dass Farleys angebliche Behauptung, sie habe Beweise dafür, dass Frauen im Alter von neun Jahren in die Prostitution einsteigen, unwahr sei; in den von ihr durchgeführten Studien seien keine Daten erhoben worden, die darauf hindeuten. Winn zufolge führte Farley ihre Forschungsprojekte ohne die Aufsicht einer Ethikkommission in Neuseeland durch: „Ich habe die Ethikrichtlinien für Psychologen, die in Neuseeland arbeiten, gelesen und bin mir dessen bewusst. Ich weiß, dass diese nicht eingehalten wurden“. Winn erzählte Beyer mündlich, dass Farley einige der befragten Personen bezahlt habe und dass Farley im neuseeländischen Fernsehen falsche Behauptungen über ihre Ergebnisse aufgestellt habe. Sie schrieb, dass Farleys Studie „... nicht ethisch vertretbar war und die Auswirkungen den Frauen und Männern, die an ihr teilgenommen haben, geschadet haben. Aus diesem Grund wende ich mich schriftlich an die Zulassungsstelle für Psychologen in Kalifornien, um eine formelle Beschwerde gegen Melissa einzureichen. Ich glaube auch, dass Melissa eine vorsätzliche Falschdarstellung von Tatsachen begangen hat“. Die kalifornische Behörde hat auf Winns Beschwerde nicht reagiert.
Im Prozess Bedford gegen Kanada vor dem Ontario Superior Court of Justice im Oktober 2009 wurde Farley vom Generalstaatsanwalt Kanadas als Sachverständige geladen. Der Fall wurde von derzeitigen und ehemaligen Sexarbeiterinnen vorgebracht, die argumentierten, dass die kanadischen Gesetze zur Einschränkung der Prostitution verfassungswidrig seien. Die Beweise von Farley wurden von der Vorsitzenden Richterin Susan Himel in ihrem Urteil vom September 2010 kritisiert. So äußerte die Richterin:

„Ich stelle fest, dass einige der zu diesem Antrag vorgelegten Beweise nicht den von kanadischen Gerichten für die Zulassung von Sachverständigenbeweisen festgelegten Standards entsprachen. Die Parteien haben die Zulässigkeit der vorgelegten Beweise nicht angefochten, sondern das Gericht gebeten, den Beweisen der anderen Partei wenig Gewicht beizumessen.
Ich hielt die Aussage von Dr. Melissa Farley für problematisch. Obwohl Dr. Farley zahlreiche Forschungsarbeiten zum Thema Prostitution durchgeführt hat, scheinen ihre Stellungnahmen von ihrer Lobbyarbeit durchdrungen zu sein. Zum Beispiel scheint Dr. Farleys unbelegte Behauptung in ihrer eidesstattlichen Erklärung, dass Prostitution von Natur aus gewalttätig sei, ihren eigenen Erkenntnissen zu widersprechen, dass Prostituierte, die in geschlossenen Räumen arbeiten, im Allgemeinen weniger Gewalt erleben. Darüber hinaus hat sie es in ihrer eidesstattlichen Erklärung versäumt, ihre Meinung über den kausalen Zusammenhang zwischen posttraumatischer Belastungsstörung und Prostitution zu belegen, denn diese könnte auch durch Ereignisse verursacht werden, die nichts mit der Prostitution zu tun haben.
Die Wortwahl von Dr. Farley ist zuweilen hetzerisch und lenkt von ihren Schlussfolgerungen ab. Kommentare wie ‚Prostitution ist für die Gemeinschaft das, was Inzest für die Familie ist‘ und ‚genauso wie Pädophile sexuelle Übergriffe auf Kinder rechtfertigen [...] entwickeln Männer, die Prostituierte benutzen, ausgeklügelte kognitive Schemata, um den Kauf und die Benutzung von Frauen zu rechtfertigen‘ machen ihre Ansichten weniger überzeugend.
Dr. Farley erklärte im Kreuzverhör, dass einige ihrer Ansichten über Prostitution vor ihrer Forschung entstanden sind, darunter ‚dass Prostitution ein schrecklicher Schaden für Frauen ist, dass Prostitution von Natur aus missbräuchlich ist und dass Prostitution darauf hinausläuft, dass Männer eine Frau für das Recht bezahlen, sie zu vergewaltigen‘.
Aus diesen Gründen messe ich den Beweisen von Dr. Farley weniger Gewicht bei.“